# Charles David Winter
Charles David Winter (16. ledna 1821 – 7. února 1904) byl alsaský fotograf tvořící ve Štrasburku.

## Život a dílo
Jeho tématem kromě města a architektury své doby byla portrétní fotografie - zpodobnil mnoho významných osobností Alsaska jako byli například Émile Kuss nebo Auguste Stoeber, ale pořídil také řadu reportáží Rozvodnění Rýna 16. června 1876 nebo Výstavbu železničního mostu na Rýnu a městský mobiliář. Je autorem několika autoportrétů.
Mnohé z jeho děl jsou ve vlastnictví Muzea moderního a současného umění ve Štrasburku, které instituci darovala jeho dcera v roce 1920..

## Galerie

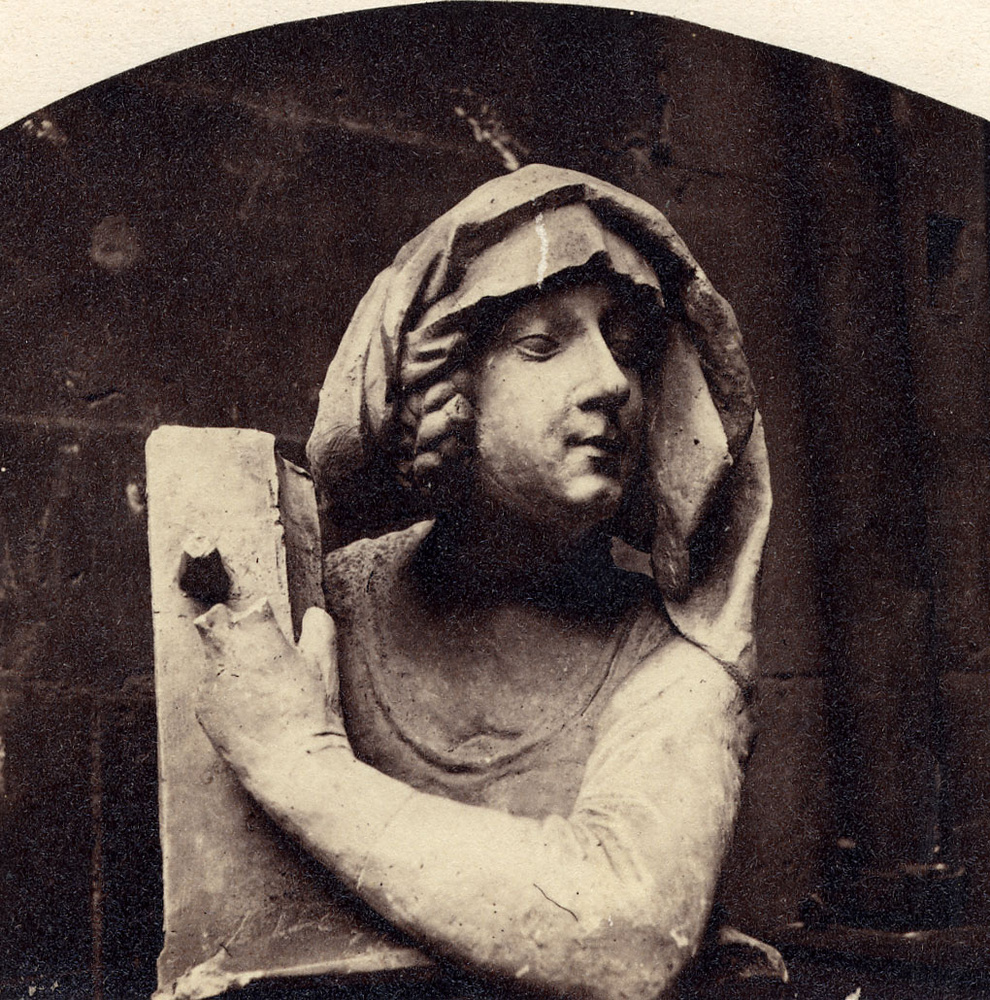
Sculpture, Barbe d'Ottenheim, 1860
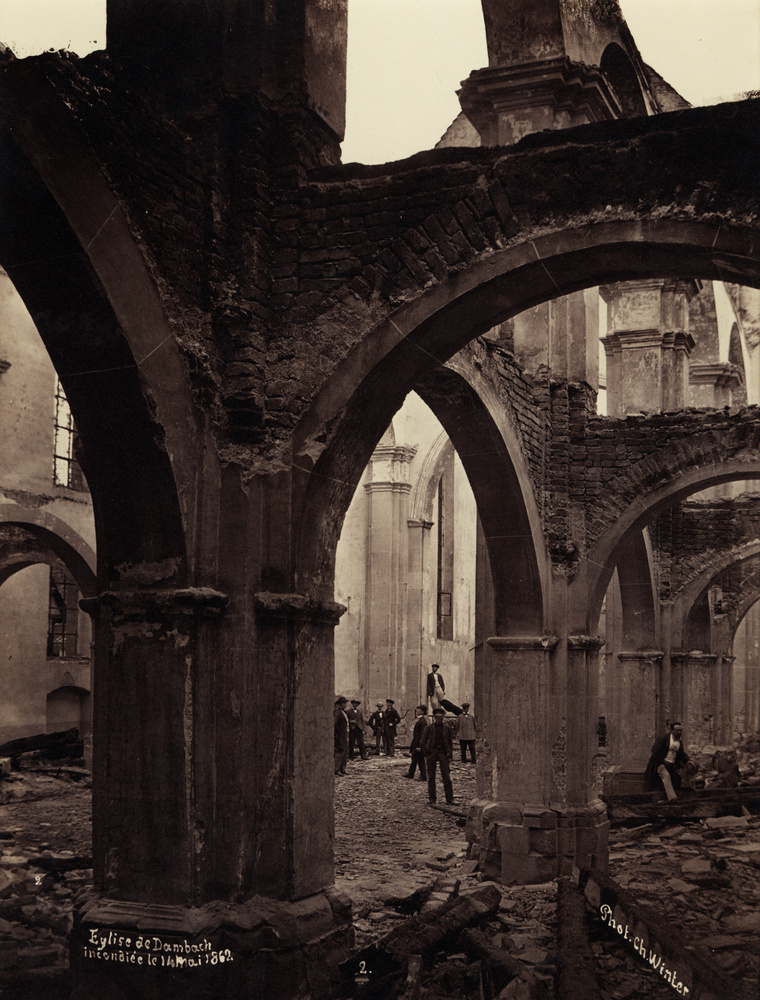
L'église de Dambach incendiée, 14. května 1862
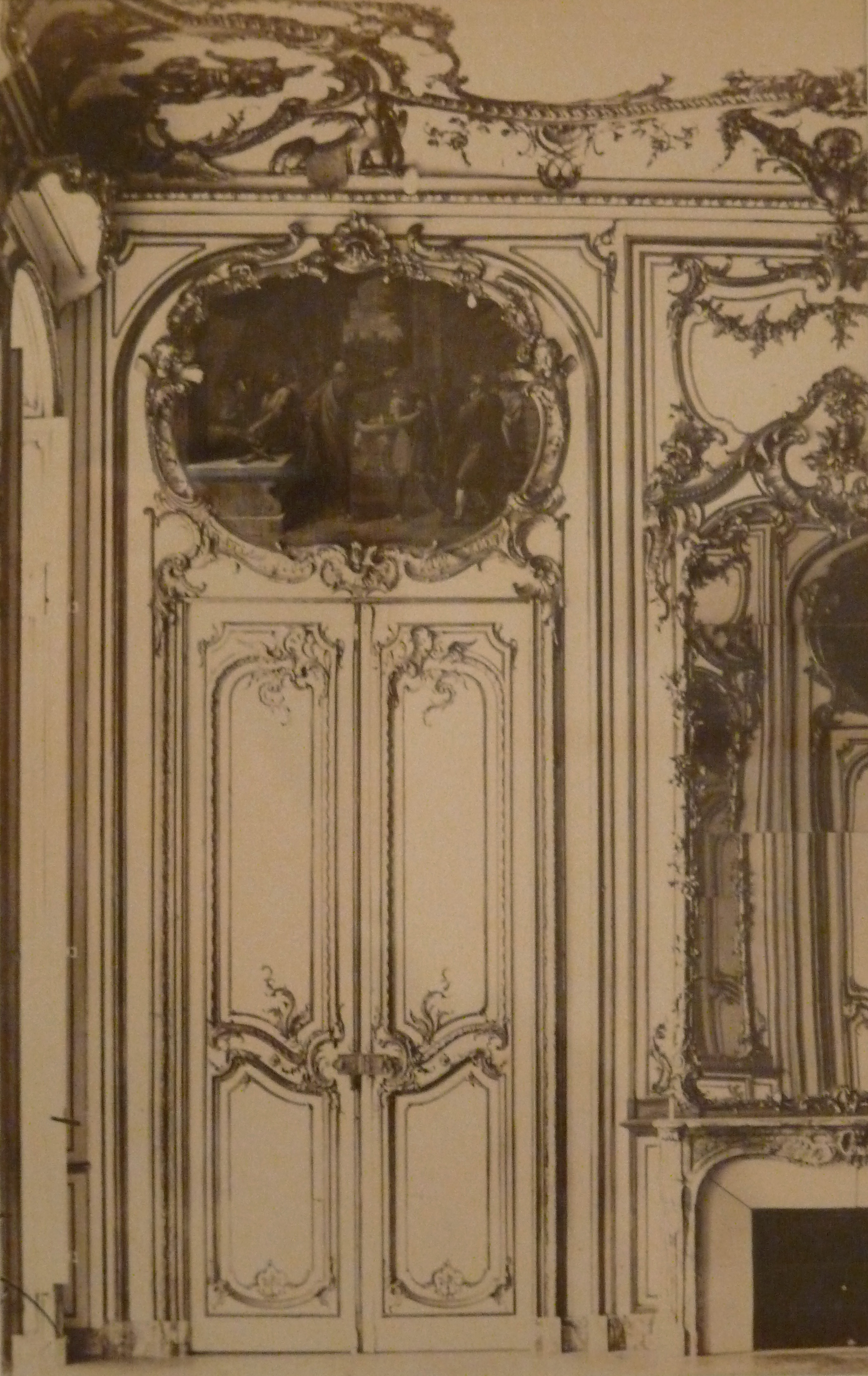
Štrasburk, Palais Rohan, dessus-de-porte peint (1867)
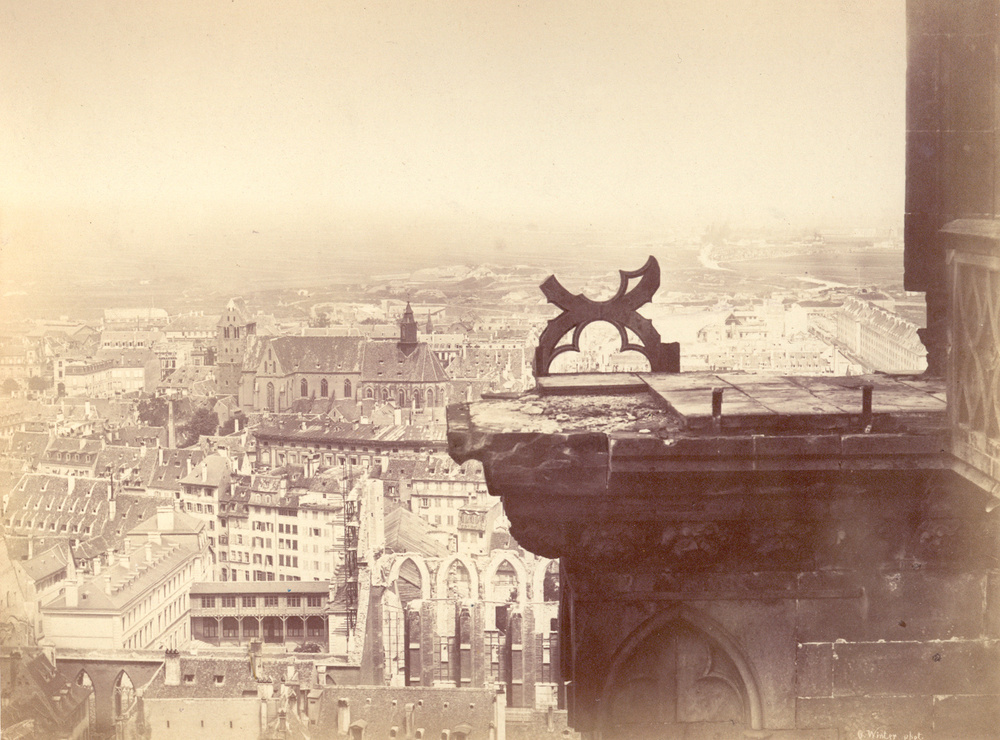
Štrasburk, poškozená katedrála Notre-Dame po bombardování v roce 1870